# Jemyma Betrian
Jemyma Betrian est une boxeuse néerlandaise née le 24 janvier 1991 à Willemstad.

## Carrière
Sa carrière amateur est principalement marquée par une médaille de bronze remportée aux championnats du monde de 2018 dans la catégorie poids plumes.

## Palmarès

### Championnats du monde
- Médaille de bronze en -57 kg en 2018 à New Delhi, Inde

### Jeux européens
- Médaille de bronze en -57 kg en 2019 à Minsk, Biélorussie